# 藤竜也
藤 竜也（ふじ たつや、本名：伊藤 龍也、1941年8月27日 - ）は、日本の俳優。愛称は「ツモちゃん」。妻は芦川いづみ。藤竜也エージェンシー所属。
北京生まれ、神奈川県横浜市育ち。横浜市立戸部小学校、関東学院中学校・高等学校卒業、日本大学芸術学部演劇学科中退。

## 来歴
父は北京滞在中に現地召集を受け戦死。母、弟と三人で福井県敦賀市に引き揚げる。父の実家を頼り、神奈川県横浜市に行くが一家は離散し、竜也は逗子市の孤児院に入れられたが3日で脱走。小学校時代は葉山町などで過ごす。大学在学中に銀座の日劇前でデートの待ち合わせ中にスカウトされて、日活に入社。1962年に『望郷の海』でスクリーンデビュー。ニューフェイスとしてのデビューだったものの、当初はエキストラに近い役もあった。
当時、斬新な演出で人気監督となっていた鈴木清順のもとを訪ね、出演をアピールするも、「君には和田浩治のような育ちの良さも何もない」とダメ出しを受ける。しかし、このことが俳優としての転機になったと、後に本人がBS朝日やBSテレ東のインタビューで語っている。鈴木が和田を引き合いに出したのは、藤が端役で出演していた唯一の鈴木作品『俺に賭けた奴ら』の主演俳優だったからである。
一方で、後に妻となった芦川いづみとの初共演作である『夜のバラを消せ』の監督でもあった舛田利雄は、著書で藤について、スーパースターにはならないが、必ずいい役者になると思ったと語っている。さらに日活時代に舛田の助監督を務めていた村川透も同様に「必ずものになる」と思ったと語っている。そうした証言の通り、1966年、38作目の出演作となった、渡哲也主演の『嵐を呼ぶ男』でようやく存在を示す。更に1967年の『紅の流れ星』以降、日活がニューアクション路線へシフトすると、1969年の『野獣を消せ』、『広域暴力 流血の縄張』でも強烈なインパクトを残し、『野良猫ロックシリーズ』など長谷部安春監督作品や澤田幸弘監督作品などで準主役を務めるようになった。また、1968年には日活首脳陣の反対を押し切る形で芦川いづみと結婚した。
1971年、旧日活体制最後の一般映画『不良少女 魔子』に出演後、日活を離れフリーとなり、東映のアクション映画などに出演した。1973年になってテレビドラマ『時間ですよ』で演じた謎の男・風間役で静かにブレーク。さらに1974年、日活時代から単独主演の作品映画は無かったが、歌手デビューを果たした「花一輪/夢は夜ひらく」をモチーフに製作された、『任侠花一輪』でようやく初主演を果たした。作詞は『時間ですよ』で藤を起用したプロデューサーの久世光彦（小谷夏名義）だった。久世はその後も『悪魔のようなあいつ』（1975年）や『ミセスとぼくとセニョールと!』（1980年）などでも藤を起用するなど、藤の人気獲得に貢献した。
1976年、大島渚監督の『愛のコリーダ』に出演。劇中で松田英子と中島葵との本番を演じ大きな話題となった。また同作品で第1回報知映画賞主演男優賞を受賞した。『愛のコリーダ』に出演を決めた理由について、「ストーリーがピュアで良かった」から。「あの時、断っていたら自分自身に負けた。一生、後悔しただろう」と話した。またベッドシーンについては藤とヒロインの松田英子、大島監督の3人だけで撮影を行っていたという。しかし、この作品の影響からか、翌年は俳優の仕事から遠ざかり、歌手活動に専念。エディ藩による既成曲に藤自ら詞を付けた「ヨコハマ・ホンキートンク・ブルース」をリリースする。同曲は後に「横浜ホンキートンク・ブルース」のタイトルで松田優作、原田芳雄、佐藤浩市など多数の俳優や歌手によって歌い継がれるロングセラーソングとなった。
1978年、加山雄三らと共演したテレビドラマ『大追跡』で俳優復帰。以降は『プロハンター』『特命刑事ザ・コップ』『ベイシティ刑事』などのアクションや、現代劇を中心にテレビドラマ・映画で活躍する。『大追跡』の出演交渉に際して、プロデューサーの山口剛から「実際の主役は藤で、加山は『太陽にほえろ!』の石原裕次郎的な存在である」と聞かされ、出演を了承したという。また『大追跡』などの脚本を手がけた柏原寛司は、藤がたびたびセリフを変更したが、そのセンスの良さに驚き、とても敵わないと思ったと語っている。
1980年代にはタバコのCMに出演するなど、ダンディーな中年俳優として人気を獲得し、3冊の写真集が発売された。
2000年代は黒沢清監督の『アカルイミライ』を始め若手監督の作品にも意欲的に出演している。2004年『村の写真集』（三原光尋監督）で第8回上海国際映画祭最優秀男優賞を受賞。1962年より日活、1970年代には芸映と北欧企画を経て、1975年よりオフィスA・T所属。2005年には30年来担当したマネージャーが脳卒中により退任（2010年8月27日死去）しオフィスA・Tが消滅したため、2006年に個人事務所として藤竜也エージェンシーを設立した。
2015年にはNHKのドラマ『かぶき者 慶次』で主演。記者会見で藤は前田慶次を演じることについて「僕が演じるのは絶対に間違いだと思ったけど、晩年なのでいいかな」と語っている。また2015年には北野武監督の映画『龍三と七人の子分たち』でも主演。この演技で第25回東京スポーツ映画大賞の主演男優賞を受賞した。出演オファーが届いた際、藤は「新手の詐欺じゃないか？」と疑ったという。
2021年、NHKの朝ドラ『おかえりモネ』に出演、この作品での演技が注目され、賞賛された。
80歳を過ぎても第一線での活躍が続き、2023年公開の映画『それいけ!ゲートボールさくら組』『高野豆腐店の春』にそれぞれ主演している。
2023年10月1日、第71回サン・セバスティアン国際映画祭・コンペティション部門で、最優秀主演賞（『大いなる不在』）を受賞する。12月2日、 第45回ヨコハマ映画祭 特別大賞を受賞する。
2024年5月31日、第33回 日本映画プロフェッショナル大賞で、特別功労賞（『高野豆腐店の春』）を受賞する。北米の日本映画祭であるジャパン・カッツでも特別生涯功労賞を受賞した。

## 人物とエピソード
- 過去の趣味は陶芸。陶芸好きから映画『KAMATAKI -窯焚-』では吉行和子と共演、テレビドラマ『汚れた舌』でも陶芸家の役で出演している。地元である横浜そごうにおいて1995年から1998年の間に計3回、また横浜高島屋においても2006年に「藤竜也 陶芸展」を開催している[26]。
- 回転寿司が好物で、毎週必ず回転寿司に通っている[27]。
- 石原裕次郎からは「タツ」の愛称で大変かわいがられていた。藤と芦川の結婚の際も、石原が日活の重役たちに了承させ、藤に結婚式のタキシードも贈った[28]。
- スポーツジム等で身体を鍛える俳優の先駆者といえる存在と言われることがあるが[19]、藤自身は自分より先に体を鍛えていた俳優も居たので、自身はそうは考えていないが、そう言われるのは自分に対しての悪くない評価であり、有り難く受けとめると語っている[29]。また毎日のように鍛えていたのは、日活入社したものの決して毎日のように仕事があったわけではなく、むしろ暇であったからで、毎日のように行けば自分の存在を忘れられないであろう、そして何かしらいいことがあるであろうと考えていたためだと語った[30]。『時間ですよ』で人気を博した頃にはすでに肉体を筋肉質へと変貌させた。
- 『北の国から』の黒板五郎役の有力な6人の候補者の一人であったが、田中邦衛が一番情けなく見えて適役であるとの判断で藤ではなく田中に決定したという[31]。
- 藤は演技というものについて、演技には上手いも下手も無い、また他人の演技を下手だと思ったことは一度もなく、役者にはいろんな人が居ていい、たとえ下手な演技があるとしても、それも芸のうちだと考えていると語った[32]。

## 受賞歴
2024年
- 第33回 日本映画プロフェッショナル大賞 特別功労賞（『高野豆腐店の春』）
- 第16回TAMA映画賞 最優秀男優賞（『大いなる不在』）
- 第37回日刊スポーツ映画大賞・石原裕次郎賞 助演男優賞（『大いなる不在』）
- 映キャン!2024 最優秀男優賞（『大いなる不在』）

## 出演作品

### 映画
- 望郷の海（1962年、日活） - 清
- 若い旋風（1962年、日活） - 川口
- 俺に賭けた奴ら（1962年、日活） - 小島
- 青春を返せ（1963年、日活）
- 午前零時の出獄（1963年、日活） - 愚連隊
- 夜霧のブルース（1963年、日活） - 浩
- 黒い太陽（1964年、日活）
- 黒い海峡（1964年、日活） - 香山三郎
- ギャングの肖像（1965年、日活） - 毛利健次
- 城取り（1965年、日活） - 上杉家早馬の若侍
- 青春の裁き（1965年、日活） - 狩谷広志
- 真紅な海が呼んでるぜ（1965年、日活） - 次郎
- ぼくどうして涙がでるの（1965年、日活） - 川口徹
- 拳銃無宿 脱獄のブルース（1965年、日活） - 郷田剛
- 四つの恋の物語（1965年、日活） - 長田吉夫
- 哀愁の夜（1966年、日活） - 吉田一也
- 日本仁侠伝 血祭り喧嘩状（1966年、日活）
- 夜霧の慕情（1966年、日活） - 矢島耕一
- 殺るかやられるか (1968年、日活)
- 夜のバラを消せ（1966年、日活） - 佐治潤一郎
- 嵐を呼ぶ男（1966年、日活） - 国分英次
- 命しらずのあいつ（1967年、日活） - 倉田新次
- 大巨獣ガッパ（1967年、日活） - ジョージ井上
- 嵐来たり去る（1967年、日活） - 峰浩
- 爆弾男といわれるあいつ（1967年、日活） - 田沼明夫
- みな殺しの拳銃（1967年、日活） - 黒田英次
- 紅の流れ星（1967年、日活）  ‐ 宇須刑事
- わが命の唄 艶歌（1968年）
- 黄金の野郎ども（1967年、日活） - 三鬼武
- 無頼より 大幹部（1968年、日活） - 鈴木
- 昭和のいのち（1968年、日活） - 地下鉄のサブ
- あゝひめゆりの塔（1968年、日活） - 泉川
- 縄張はもらった（1968年、日活） - 新庄三郎
- 無頼 人斬り五郎（1968年、日活） - 林田昌彦
- 女の警察（1969年、日活） - 松田
- 野獣を消せ (1969年、日活)
- 博徒百人（1969年、日活） - 寺前親分
- 続 女の警察（1969年、日活） - 早崎明夫
- 昇り竜 鉄火肌 (1969年、日活)
- 昇り竜やわ肌開帳（1969年、日活） - 風巻
- 広域暴力 流血の縄張（1969年、日活） - 湊茂夫
- 大幹部 殴り込み（1969年、日活） - 野寺幸吉
- 侠花列伝 襲名賭博（1969年、日活）
- 喧嘩博徒 地獄の花道（1969年、日活） - 常吉
- 朱鞘仁義 お命頂戴（1969年、日活） - 夜桜の清治
- 花の特攻隊　あゝ戦友よ（1970年、日活） - 内藤
- 嵐の勇者たち（1969年、日活） - 太郎
- 斬り込み（1970年、日活） - 直人
- 日本最大の顔役（1970年、日活） - 境
- 盛り場仁義（1970年、日活） - 殺し屋 ※ノンクレジット
- 反逆のメロディー（1970年、日活） - 滝川政次
- 野良猫ロックシリーズ（1970年 - 1971年、日活）
  - 女番長 野良猫ロック（1970年） - 勝也
  - 野良猫ロック ワイルド・ジャンボ（1970年） - ガニ新
  - 野良猫ロック セックス・ハンター（1970年） - バロン
  - 野良猫ロック マシン・アニマル（1970年） - ノボ
  - 野良猫ロック 暴走集団'71（1971年） - マッポ
- 流血の抗争（1971年、日活） - 小沢浩次
- 関東破門状（1971年、日活） - 沢木
- 逆縁三つ盃（1971年、日活）
- 不良少女 魔子（1971年、日活） - 田辺
- 追いつめる（1972年、松竹） - 乗松刑事
- 不良番長 のら犬機動隊（1972年、東映） - サブ
- 不良番長 一網打尽（1972年、東映） - 力石一
- 狼やくざ 葬いは俺が出す（1972年、東映） - 結城五郎
- やくざと抗争（1972年、東映）
- 不良番長 骨までしゃぶれ（1972年、東映） - 虎尾鉄男
- 任侠花一輪（1974年、東映） - 白鳥真一
- アフリカの光（1975年、東宝） - 穴吹
- 愛のコリーダ（1976年、東宝東和） - 吉蔵
- 愛の亡霊（1978年、東宝東和） - 田中豊次
- 黄金のパートナー（1979年、東宝） - 江上周作
- ションベン・ライダー（1983年、東宝 / キティ・フィルム） - 厳兵
- 友よ、静かに瞑れ（1985年、東映 / 角川映画） - 新藤剛
- 化身（1986年、東映） - 秋葉大三郎
- 塀の中の懲りない面々（1987年、松竹） - 安部直也
- 行き止まりの挽歌 ブレイクアウト（1988年、にっかつ） - 梶竜介
- 河童 KAPPA（1994年、日本ヘラルド映画） - 鈴森雄太
- 裏ゴト師（1995年、パル企画） - 狩野誠治
- Acri（1996年、東宝） - 佐古田洋三
- KISS ME（1996年、シネマパラダイス / JACKPOT） - 初老の殺し屋
- Zの回路~復讐の裏ゴト師~（1996年、パル企画） - 狩野誠治
- 猫の息子（1997年、KSS） - 仁賀丈太（猫）
- まむしの兄弟（1997年、東映） - 美夏の父親（ゴロ政が獄中で出会った無期懲役囚 ）※リメイク版
- ズッコケ三人組 怪盗X物語（1998年、東映） - 謎の老人（怪盗X）
- アカルイミライ（2003年、アップリンク） - 有田真一郎
- 許されざる者（2003年、シネマパラダイス） - 芹田軍司
- 村の写真集（2004年、ビデオプランニング） - 高橋研一
- 海猿 ウミザル（2004年、東宝） - 源太郎
- 力道山（2004年、ソニー・ピクチャーズ） - 菅野武雅
- KAMATAKI -窯焚-[35]（2005年、ZUNO FILMS） - 陶芸家・琢磨
- ミッドナイト・イーグル（2007年、松竹） - 内閣総理大臣・渡良瀬隆文
- しあわせのかおり（2008年、東映） - 王慶国
- 感染列島（2008年、東宝） - 仁志稔
- スープ・オペラ（2010年、プレノンアッシュ） - 田中十二夫
- 小川の辺（2011年、東映、篠原哲雄監督）
- 星守る犬（2011年、東宝） - 奥津京介の祖父
- はやぶさ 遥かなる帰還（2012年、東映） - 丸川靖信
- 人生、いろどり（2012年）- 徳本輝雄
- EMPTY HOUSE（2013年、クレイテプス、監督：近浦啓)
- サクラサク（2014年、東映）- 大崎俊太郎
- 私の男（2014年、日活）- 大塩
- 柘榴坂の仇討（2014年、松竹） - 秋元和衛
- 龍三と七人の子分たち（2015年、ワーナー・ブラザース映画 / オフィス北野） - 龍三親分
- お父さんと伊藤さん（2016年、ファントム・フィルム） - 彩のお父さん[36]
- 東の狼（2016年、監督：Carlos Quintela、なら国際映画祭 / 東京国際映画祭）- 二村アキラ
- 光（2017年5月、東京国際映画祭） - 劇中映画『その砂の行方』- 吉原重三/北林監督[37]
- その砂の行方（短編映画）（2017年） - 吉原重三/北林監督
- CHEN LIANG/A Long Way Back（2018年、クレイテプス / Myth Pictures（中国）） - 大石田の蕎麦屋店主、井上弘
- 初恋〜お父さん、チビがいなくなりました（2019年、クロックワークス） - 武井勝[38]
- 空母いぶき（2019年、キノフィルムズ） - 湧井継治[39]
- 台風家族（2019年、キノフィルムズ） - 鈴木一鉄[40]
- コンプリシティ／優しい共犯（2020年、クロックワークス） - 井上弘[41]
- それいけ!ゲートボールさくら組（2023年、東京テアトル） - 織田桃次郎[42]
- 高野豆腐店の春（2023年、東京テアトル） - 高野辰雄[43]
- 大いなる不在（2024年、監督：近浦啓） - 陽二 ※第71回サンセバスチャン国際映画祭最優秀俳優賞受賞[44]

### テレビドラマ
- 特捜シリーズ（1964年、CX） - 滝信次
- 花と龍（1970年、NET）
- 大江戸捜査網（12ch）
  - 第4話「火を吐く幻の罠」（1970年）
  - 第100話「命を贈った男」（1973年） - 直次郎
- 特別機動捜査隊（NET）
  - 第526話「ある男と女」（1971年） - 糸吹
  - 第540話「夜の誘惑者」（1972年） - 北川
  - 第558話「野獣の凄む街」（1972年） - 田沼
- おらんだ左近事件帖 第19話「お江戸の恋の物語」（1972年、CX） - 賢太郎
- 荒野の素浪人 第9話「脱出 死を呼ぶ谷」（1972年、NET）
- シークレット部隊 第12話「傷だらけの美女が告白する」（1972年、TBS） - 木島次郎
- 山峡の章（1972年、NTV） - 吉木信弘
- 赤ひげ 第11話「大つごもり」（1972年、NHK） - 吉三郎
- プレイガール （1973年、12ch）
  - 第200話「残酷猟奇な殺し屋」- 小暮達夫
  - 第231話「裸女よパリを見て死ね!」- 加納順
- 遠山の金さん捕物帳 第136話「泣きぼくろに惚れた男」（1973年、NET） - 常次郎
- 太陽にほえろ! 第46話「黒幕は誰だ」（1973年、NTV） - 三浦
- 追跡 第8話「天使の葬列」（1973年、KTV）
- 時間ですよ（1973年、TBS） - 風間
- 寺内貫太郎一家（1974年、TBS） - 上条
- 大河ドラマ / 勝海舟（1974年、NHK） - 土方歳三
- 悪魔のようなあいつ（1975年6月 - 9月、TBS） - 野々村修二
- 新宿警察（1975年9月 - 1976年2月、CX） - 結城刑事
- 大追跡（1978年4月 - 9月、NTV） - 水原慎介
- 平岩弓枝ドラマシリーズ / 火の航跡（1978年5月 - 10月、TBS）
- 銀河テレビ小説 / 冬の虹（1979年、NHK）
- ポーラテレビ小説 / おりん 東京開化綺談（1979年10月 - 1980年3月、TBS） - 南部清蔵
- 春の訪問者・ミセスとぼくとセニョールと!（1980年、TBS）
- 木曜座（TBS）
  - 離婚ともだち（1980年）
  - さりげなく憎いやつ（1982年、MBS）－原田圭介
- プロハンター（1981年、NTV） - 水原淳
- はじめまして・再婚（1982年、TBS）
- 火曜サスペンス劇場 / コンピューターの身代金（1982年07月13日、NTV）
- 擬装結婚（1983年、TBS）－小早川遼
- もういちど結婚（1983年、TBS）
- 許せない結婚（1985年、TBS）
- 特命刑事ザ・コップ（1985年、ANB） - 嵐京介警視
- となりの女（1986年、TBS） - 鏡拓郎
- ベイシティ刑事（1987年10月 - 1988年3月、ANB） - 小池柾刑事
- 土曜グランド劇場 /湘南物語 マイウェイマイラブ（1989年5月 - 7月、NTV） - 水島和馬
- 土曜ドラマ（NHK）
  - 別の愛（1990年） - 白井正三
- 土曜ワイド劇場 / 松本清張サスペンス・黒い空（1990年3月24日、ANB）
- 水曜グランドロマン / 風よ、父よ、明日へ！（1990年12月5日、NTV）
- 裏刑事-URADEKA-（1992年4月 - 6月、ABC） - 岩城丈二
- 刑事 北の街函館を舞台に男と男の執念が燃える!（1993年2月5日 CX）
- 月曜ドラマスペシャル / バスガイド愛子4（1997年5月、TBS）
- 恋はあせらず（1998年4月 - 7月、CX） - 津守栄治
- 催眠（2000年、TBS） - 倉沢啓吾
- 長崎ぶらぶら節（2001年4月28日、ANB） - 古賀十二郎
- 北条時宗（2001年、NHK） - 佐志房
- 風子のラーメン（2003年、NHK） - 立花豪
- 大丈夫です、友よ（2003年11月29日、CX） - 塚田浩司
- 汚れた舌（2005年、TBS） - 白川隆一郎
- 連続テレビ小説（NHK）
  - 第73作 風のハルカ（2005年、BK） - 倉田宗吉
  - 第104作 おかえりモネ（2021年） - 永浦龍己
- メッセージ〜伝説のCMディレクター・杉山登志〜（2006年、TBS） - 杉山伝命
- 硫黄島〜戦場の郵便配達〜（2006年12月9日、CX） - 海軍少将・市丸利之助
- 水曜ミステリー9 / ボディーガードの女 あなたの命守ります!!（2007年2月14日、TX / BSJ） - 坂元太一郎
- 10年先も君に恋して（2010年、NHK） - 三田村幸助
- 家族のうた（2012年、CX） - 東海林秀蔵
- 月曜ゴールデン（TBS） 
  - 縁側刑事（2013年） - 今西一徹
  - 縁側刑事・弐  〜銃の重さ〜（2015年4月27日、TBS） - 今西一徹
- 木曜時代劇 / かぶき者 慶次（2015年、NHK） - 前田慶次
- はじめまして、愛しています。（2016年、EX） - 追川真美[45]
- 帯ドラマ劇場（EX）
  - やすらぎの郷（2017年） - 高井秀次
  - やすらぎの刻〜道（2019年 - 2020年） ‐ 高井秀次/根来鉄兵（二役）
- 第43回創作テレビドラマ大賞 ゴールド！（2020年3月27日、NHK-G） - 柴田政継

### Vシネマ
- ガン・ブレス 死ぬにはもってこいの夜（1998年、東映ビデオ）

### コマーシャル
- JT「キャスター」
- ポーラ化粧品 (香水:インシデント)
- ニチメン (メンズカジュアル:ベスビオ)
- 三洋電機「エアコン」
- ポプラ
- 興和「キャベ2コーワ」『ベイシティ刑事』で共演のいかりや長介との再共演。
- HOYA「HOYA」
- 麒麟麦酒「キリン ブラウマイスタービール」
- 金麦「サントリー　金麦」

### 書籍
写真集
- 宮本唯志撮影『WIND JOURNEY』（1984年、CBS・ソニー出版）
- 利根川克正撮影『WIND DANCING』（1984年、駸々堂出版）
- 利根川克正撮影『藤竜也』（1987年、ハゴロモ）

エッセイ
- 『現在進行形の男』（2015年10月10日、宝島社）

小説
- 「石垣島にて」（『話の特集』1974年2月号）
- 「ストレンジャー・ブルース」（『話の特集』1974年7月号）
- 「熱い砂のむこうに」（『話の特集』1975年11月号）

その他
- 『沖雅也と「大追跡」』70年代が生んだアクションの寵児 （題字担当。また藤の沖と『大追跡』についてのインタビュー掲載がされている。）

### 音楽
- EP「花一輪 /夢は夜ひらく」(1974年)
- EP「MINI BEST 花一輪 / 夢は夜ひらく / スナック「ジロー」 / 夜のサングラス」(1974年)
- EP「茅ヶ崎心中 / 「昨日」という名の酒場」
- EP「ヨコハマ・ホンキートンキー・ブルース / 淑珍（スーザン）」(1977年) ※タイトルは、『ヨコハマ・ホンキー・トンク・ブルース』ではない。
- EP「セニョリータ・マリア〈麗人〉 / ニューヨーク・サンバ〈紐育〉」
- LP『藤竜也』(1974年4月25日)
- LP『続・藤竜也』
- LP『イン・ザ・メロウ・ウィンド』（1982年）
- LP『CARNAVAL〜饗宴〜』（CDも“和ボッサ”シリーズで発売）

※なお、「ヨコハマ・ホンキー・トンク・ブルース」では藤が作詞を手掛け、作曲のエディ藩によりヨコハマのブルースナンバーの代表曲となった。エディとは親交があり音楽活動のサポートを受けた松田優作、原田芳雄、石橋凌、宇崎竜童、山崎ハコ、石黒ケイらが好んでカバーしていた。
※他にも宇崎竜童の「横浜 MY SOUL TOWN」（BLOSSOM-35）、「Far Far Away」（SAY NO）等、藤が詞を提供した楽曲が知られている。

### その他
- ダーティ刑事 DOG RACE（東映ビデオ）
  - 丸山昇一が松田優作主演を想定して書き下ろした脚本をベースとし、東映Vシネマのリリースラインナップとして藤主演・西村潔監督で製作発表が行われるも撮影中止になった。その後、岸谷五朗主演・崔洋一監督で『犬、走る DOG RACE』として完成。